# 6 september
6 september is de 249ste dag van het jaar (250ste dag in een schrikkeljaar) in de gregoriaanse kalender. Hierna volgen nog 116 dagen tot het einde van het jaar.

## Gebeurtenissen
- Algemeen
  - 1889 - In Antwerpen ontploft de patroonfabriek Corvilain. Er vallen 95 slachtoffers.
  - 1997 - In Londen vindt de uitvaart plaats van Prinses Diana.[1]
  - 2017 - Orkaan Irma slaat toe op Sint Maarten, veel schade en zeker acht doden.
  - 2023 - Bij een Russische aanval op een markt in de Oekraïense stad Kostjantynivka in de regio Donetsk vallen tientallen doden en gewonden. Verschillende winkels, een bank en een appartementencomplex raken beschadigd.[2]
- Media
  - 1974 - De Tijd verschijnt voor het eerst als (opinie)weekblad, en wel onder leiding van hoofdredacteur Arie Kuiper.
  - 2004 - De eerste aflevering van het programma Memo op Radio 2 (VRT).
  - 2009 - De eerste aflevering van het programma "Carlo & Irene: Life4You" wordt live uitgezonden op RTL 4.
  - 2006 - Folkert Jensma vertrekt als hoofdredacteur van NRC Handelsblad.
  - 2010 - De eerste aflevering van het programma PowNews op Nederland 3.
- Oorlog
  - 394 - Slag aan de Frigidus: Keizer Theodosius I verslaat Eugenius, Romeins usurpator, in een bergpas in het huidige Slovenië. Het Romeinse Rijk wordt voor de laatste keer verenigd.
  - 1914 - Eerste Wereldoorlog: Begin van de eerste slag bij de Marne.
  - 1939 - Tweede Wereldoorlog: Zuid-Afrika verklaart de oorlog aan Duitsland.
  - 1941 - Holocaust: de verplichting om een Jodenster met daarin het woord Jood te dragen wordt uitgebreid naar alle Joden boven de zes jaar in door Duitsland bezette gebieden.
  - 1944 - Tweede Wereldoorlog: Poolse troepen van het 10e regiment Jagers te paard, tankregiment uit de Poolse Eerste Pantserdivisie van generaal Maczek, vallen België binnen. Ze bevrijden Ieper en Poperinge op diezelfde dag.
  - 1993 - Na een incident waarbij zeven Nigeriaanse VN-militairen zijn gedood, voeren troepen van de Verenigde Naties in het zuiden van de Somalische hoofdstad Mogadishu opnieuw aanvallen uit op guerrillastrijders van krijgsheer generaal Mohammed Farrah Aidid.
  - 2007 - Operatie Boomgaard: de Israëlische luchtmacht bombardeert een vermoedelijke in aanbouw zijnde nucleaire reactor in Syrië.
- Politiek
  - 1620 - De Mayflower vertrekt uit Plymouth.
  - 1898 - Koningin Wilhelmina wordt ingehuldigd in de Nieuwe Kerk te Amsterdam.
  - 1901 - De Amerikaanse anarchist Leon Czolgosz vermoordt de Amerikaanse president William McKinley tijdens de Pan-American Exposition in Buffalo, New York.
  - 1924 - Mislukte aanslag op de Italiaanse fascistenleider Mussolini.
  - 1948 - Koningin Juliana wordt ingehuldigd in de Nieuwe Kerk te Amsterdam.
  - 1966 - In Kaapstad wordt de Zuid-Afrikaanse architect van de Apartheid, premier Hendrik Verwoerd, vermoord door Dimitri Tsafendas in een steekpartij tijdens een parlementaire bijeenkomst.
  - 1968 - Swaziland wordt onafhankelijk.
  - 1988 - Minister Wim van Eekelen treedt af vanwege de "paspoortaffaire".
  - 1991 - Leningrad heet weer Sint-Petersburg. De op een na grootste stad in Rusland was in 1924 omgedoopt tot Leningrad.
  - 2017 - Aung San Suu Kyi, politiek leider van Myanmar, geeft "nepnieuws" de schuld van het opstoken van de crisis, waarbij nu al 125.000 Rohingya's voor legergeweld naar buurland Bangladesh zijn gevlucht.
- Religie
  - 1632 - Oprichting van het rooms-katholieke (Latijnse) Bisdom Bagdad in het Ottomaanse Rijk.
  - 1914 - Kroning van Paus Benedictus XV in Rome.
- Sport
  - 1918 - Oprichting van de Paraguayaanse voetbalclub General Caballero onder de naam Deportivo Meilicke.
  - 1964 - Jan Janssen wordt in Sallanches wereldkampioen wielrennen.
  - 1972 - Israëlische in München gegijzelde atleten en coaches worden door leden van Black September vermoord, wanneer een bevrijdingsactie door de politie jammerlijk mislukt.
  - 1994 - Opening van het Estadio Wanda Metropolitano in de Spaanse hoofdstad Madrid.
  - 1995 - Het Nederlands voetbalelftal blijft in de race voor plaatsing voor Euro 1996. "Oranje" verslaat Wit-Rusland in Rotterdam met 1-0 door een doelpunt van Youri Mulder.
  - 2011 - Opening van het nationale voetbalstadion Arena Națională in de Roemeense hoofdstad Boekarest.
  - 2015 - Abdi Nageeye loopt tijdens de Tilburg Ten Miles een nieuw Nederlands record op zowel de 15 kilometer als de 10 Engelse mijl.
  - 2015 - Het Nederlands voetbalelftal verliest een belangrijke wedstrijd voor plaatsing voor Euro 2016. Oranje delft het onderspit in Ankara met 3-0 tegen Turkije.
  - 2019 - In Hamburg verslaat het Nederlands voetbalelftal in een kwalificatiewedstrijd voor Euro 2020 Duitsland met 2-4. Donyell Malen debuteert met een doelpunt.
- Wetenschap en technologie
  - 1947 - Lancering van een V-2 raket vanaf het vliegdekschip USS Midway onder de naam Operation Sandy. De raket haalt een hoogte van 4.600 meter en valt daarna terug naar de Aarde.[3]
  - 2022 - Lancering van een Kuaizhou 1A raket vanaf lanceerbasis Jiuquan in China voor de CentiSpace-1 S3 & S4 missie met twee satellieten van Future Navigation die moeten gaan zorgen voor diensten ter verbetering van GNSS signalen.[4]
  - 2022 - Lancering met een Lange Mars 2D raket van China Aerospace Science Corporation (CASC) vanaf lanceerbasis Xichang LC-3 van de Yaogan 35 Groep 05 missie met drie Chinese spionagesatellieten.[5]
  - 2023 - Lancering met een Lange Mars 4C raket van China Aerospace Science Corporation (CASC) vanaf lanceerbasis Jiuquan SLS-2 van de Yaogan 33-03 missie met de gelijknamige Chinese militaire remote sensing satelliet waarover verder niets bekend is.[6]
  - 2023 - In een wetenschappelijk artikel in Nature publiceren wetenschappers dat het is gelukt een kunstmatig menselijk embryo te creëren zonder dat er gebruik is gemaakt van sperma, eicellen of een baarmoeder.[7][8]
  - 2023 - Lancering van een Minuteman III ICBM door US Airforce vanaf Vandenberg Space Force Base met drie geheime terugkeermodules (reentry vehicle).[9]

## Geboren

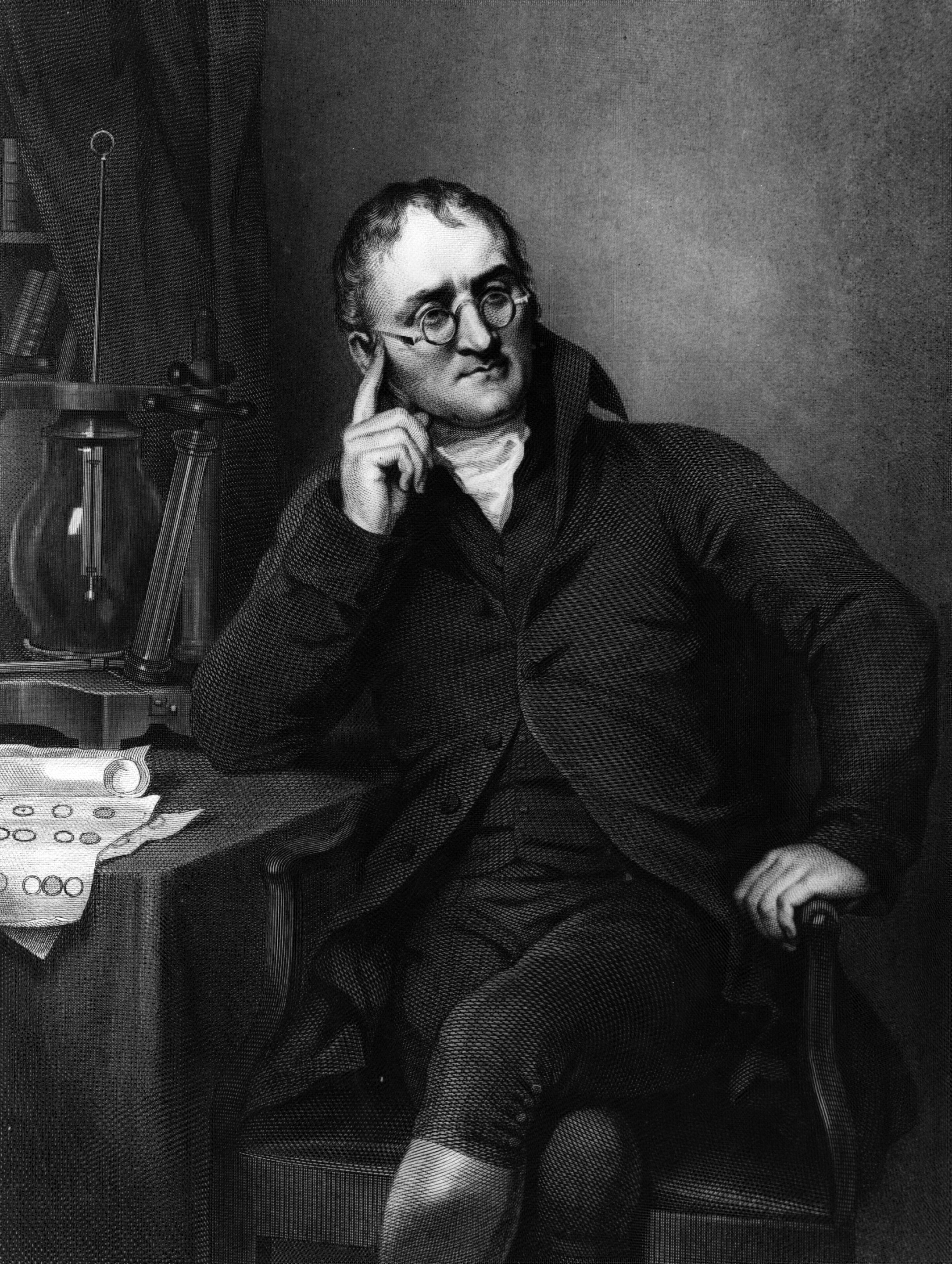
John Dalton,
geboren in 1766

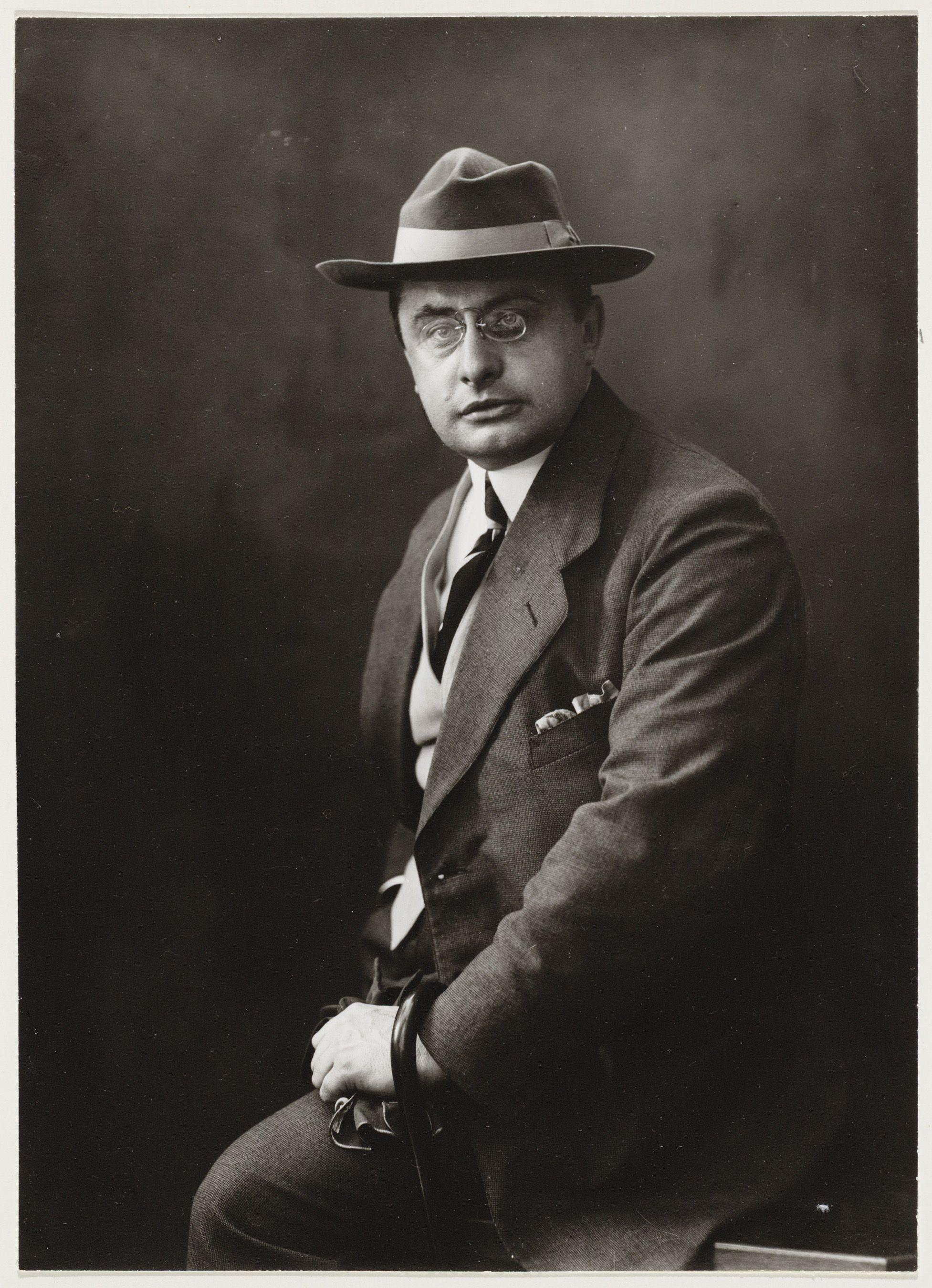
Jean-Louis Pisuisse,
geboren in 1880

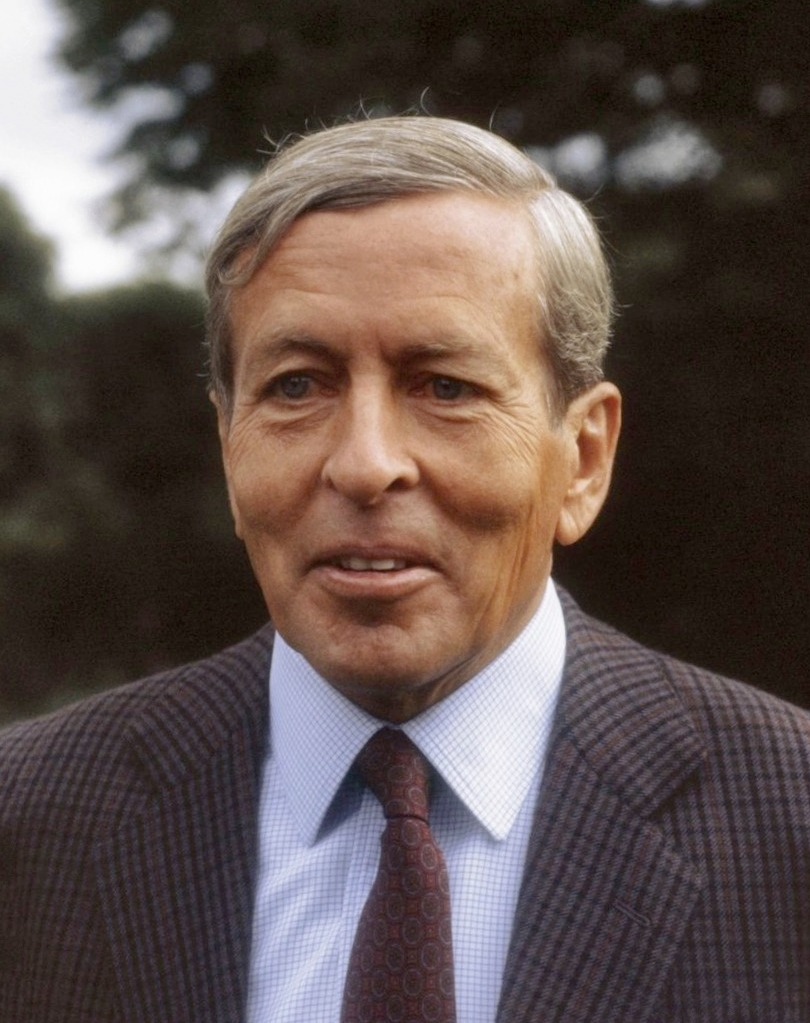
Claus van Amsberg,
geboren in 1926

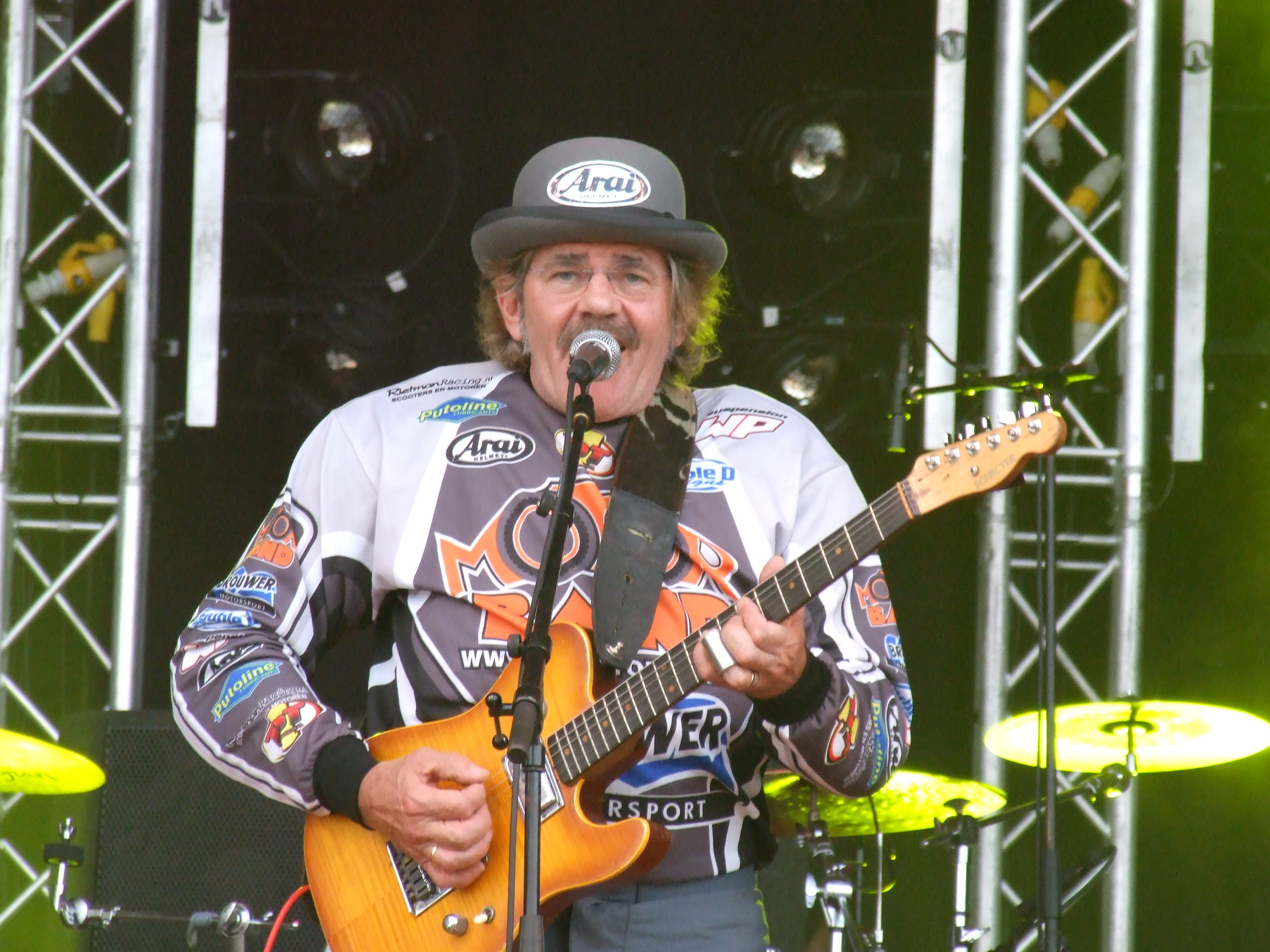
Bennie Jolink,
geboren in 1946

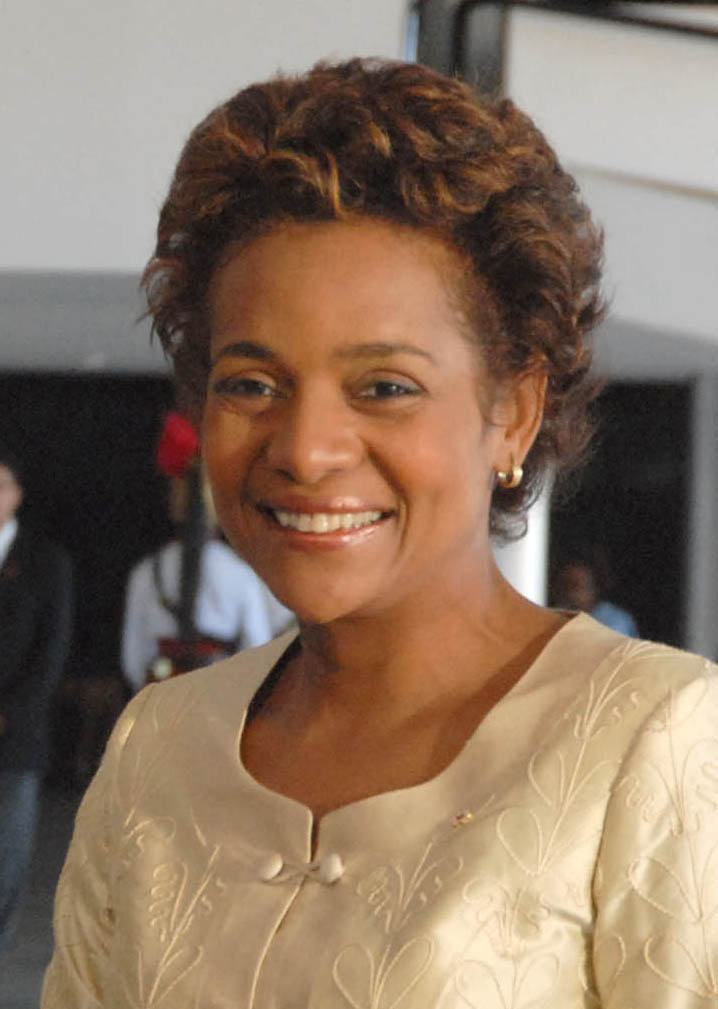
Michaëlle Jean,
geboren in 1957

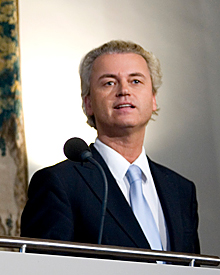
Geert Wilders,
geboren in 1963

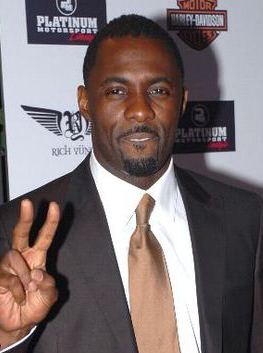
Idris Elba,
geboren in 1972

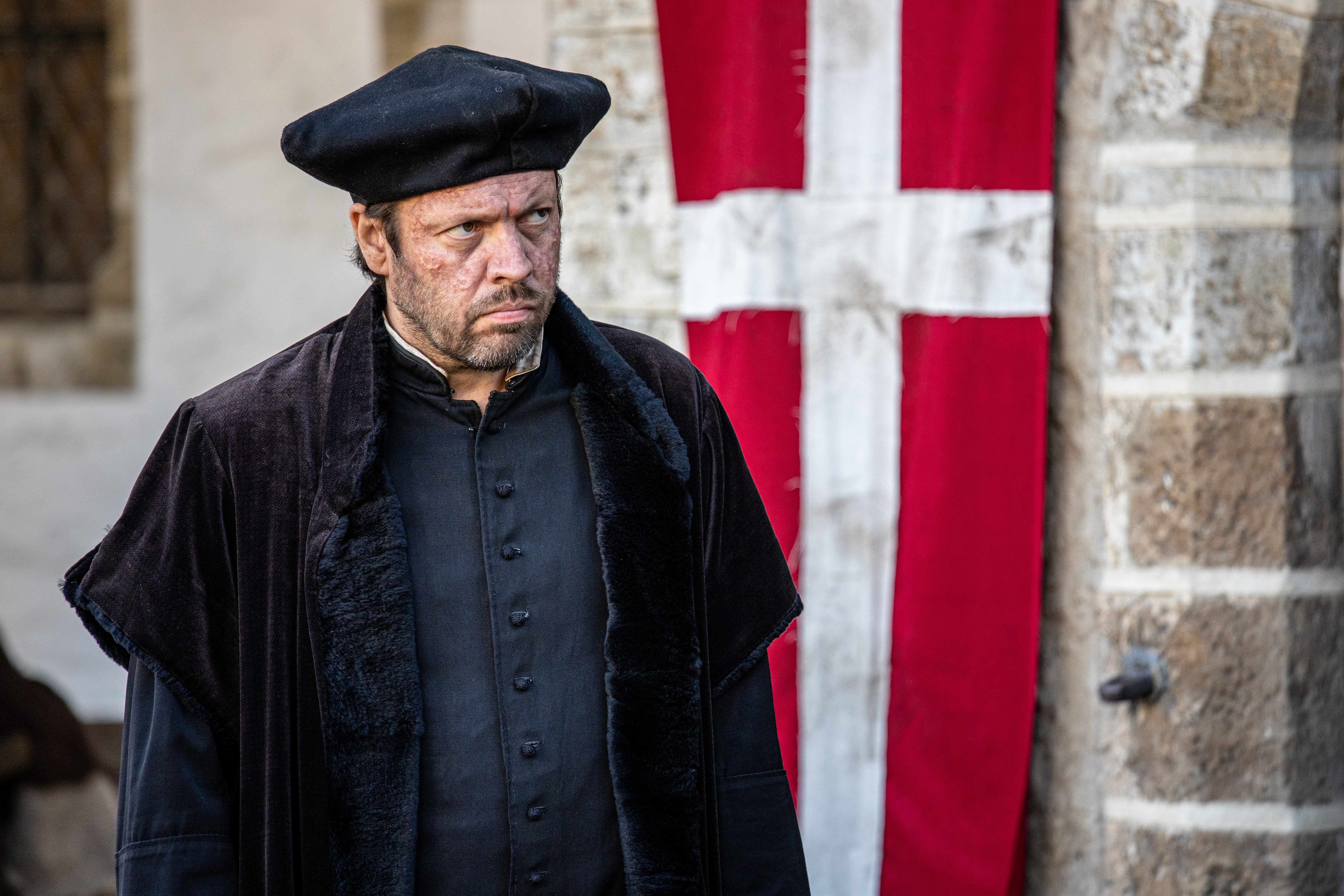
Mait Malmsten,
geboren in 1972

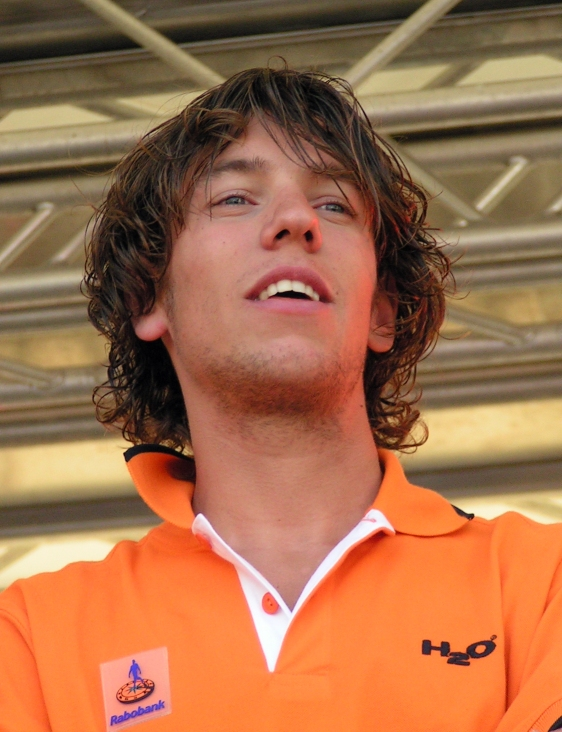
Thomas Dekker,
geboren in 1984

- 1656 - Guillaume Dubois, Frans kardinaal (overleden 1723)
- 1757 - Markies de La Fayette, Frans aristocraat (overleden 1834)
- 1761 - Marie-Gabrielle Capet, Frans schilderes (overleden 1818)
- 1766 - John Dalton, Brits grondlegger van de atoomtheorie (overleden 1844)
- 1787 - Emilie de Rodat, Frans mystica en ordestichtster; heilige van de Rooms-Katholieke Kerk (overleden 1852)
- 1807 - Abd al-Kader, Algerijns vrijheidsstrijder (overleden 1883)
- 1807 - Margaretha Maria Snouck van Loosen (overleden 1885), Nederlands filantrope
- 1817 - Mihail Kogălniceanu, Roemeens politicus (overleden 1891)
- 1854 - Georges Picquart, Frans legerofficier en oorlogsminister (overleden 1914)
- 1860 - Jane Addams, Amerikaans sociologe en Nobelprijswinnares (overleden 1935)
- 1868 - Heinrich Häberlin, Zwitsers politicus (overleden 1947)
- 1879 - Oskar Back, Oostenrijks-Nederlands vioolpedagoog (overleden 1963)
- 1879 - Johan Nygaardsvold, Noors politicus (overleden 1952)
- 1879 - Adolf Strauß, Duits generaal (overleden 1973)
- 1879 - Joseph Wirth, Duits rijkskanselier (overleden 1956)
- 1880 - Jean-Louis Pisuisse, Nederlands zanger en cabaretier (overleden 1927)
- 1884 - Julien Lahaut, belangrijk leider van de Kommunistische Partij van België (overleden 1950)
- 1886 - Hans von Obstfelder, Duits generaal (overleden 1976)
- 1888 - Joseph P. Kennedy, Amerikaans politicus en patriarch van de familie Kennedy (overleden 1969)
- 1892 - Edward Victor Appleton, Brits natuurkundige en Nobelprijswinnaar (overleden 1965)
- 1897 - Levinus van Looi, Nederlands journalist, oprichter van de VARA (overleden 1977)
- 1898 - Walter Bossier, bibliothecaris van de stadsbibliotheek van Brugge (overleden 1977)
- 1899 - Piet Meertens, Nederlands letterkundige, dialectoloog en volkskundige (overleden 1985)
- 1900 - Julien Green, Frans schrijver (overleden 1998)
- 1900 - Jacques Moeschal, Belgisch voetballer (overleden 1956)
- 1905 - Frits Lamp, Nederlands atleet (overleden 1945)
- 1909 - Severino Minelli, Zwitsers voetballer en voetbalcoach (overleden 1994)
- 1913 - Henri Disy, Belgisch waterpolospeler (overleden 1989)
- 1913 - Leônidas da Silva, Braziliaans voetballer (overleden 2004)
- 1915 - Franz Josef Strauß, Duits christendemocratisch politicus (overleden 1988)
- 1917 - Philipp von Boeselager, Duits militair, verzetsstrijder en bosbeschermer (overleden 2008)
- 1919 - Lee Archer, Amerikaans piloot vanaf de Tweede Wereldoorlog (overleden 2010)
- 1919 - Wilson Greatbatch, Amerikaans ingenieur en uitvinder (overleden 2011)
- 1921 - Andrée Geulen-Herscovici, Belgisch verzetsstrijdster (overleden 2022)
- 1921 - Frans Veldman, Nederlands fysiotherapeut, grondlegger van de haptonomie (overleden 2010)
- 1923 - William Kraft, Amerikaans componist en dirigent (overleden 2022)
- 1925 - Andrea Camilleri, Italiaans auteur (overleden 2019)
- 1926 - Claus van Amsberg, Prins der Nederlanden (overleden 2002)
- 1926 - Abe Bonnema, Nederlands architect (overleden 2001)
- 1926 - Bert Hurink, Nederlands burgemeester (overleden 2008)
- 1926 - Louis Overbeeke, Nederlands voetballer (overleden 1989)
- 1928 - Robert M. Pirsig, Amerikaans filosoof en schrijver (overleden 2017)
- 1928 - Jevgeni Svetlanov, Russisch dirigent en componist (overleden 2002)
- 1930 - Salvatore De Giorgi, Italiaans kardinaal-aartsbisschop van Palermo
- 1931 - Dirk Stoclet, Belgisch atleet (overleden 2003)
- 1932 - Hiroyuki Iwaki, Japans dirigent en percussionist (overleden 2006)
- 1933 - Axel Leijonhufvud, Zweeds econoom (overleden 2022)
- 1934 - Jody McCrea, Amerikaans acteur (overleden 2009)
- 1934 - Jan Westdorp, Nederlands wielrenner (overleden 2023)
- 1935 - Bob Bouber, Nederlands acteur, regisseur en zanger (overleden 2019)
- 1935 - Sigrid Koetse, Nederlands actrice (overleden 2025)
- 1937 - John Bernard, Nederlands weerman (overleden 2024)
- 1937 - Bosse Broberg, Zweeds jazztrompettist (overleden 2023)
- 1937 - Anton Quintana, Nederlands schrijver (overleden 2017)
- 1937 - Sergio Aragonés, Spaans/Mexicaans cartoonist
- 1938 - Dennis Oppenheim, Amerikaans kunstenaar (overleden 2011)
- 1938 - Theo Teunissen, Nederlands organist
- 1939 - Susumu Tonegawa, Japans wetenschapper en Nobelprijswinnaar
- 1940 - Simon Cornelis Dik, Nederlands taalkundige (overleden 1995)
- 1940 - Rudie Liebrechts, Nederlands schaatser en wielrenner
- 1941 - Willibrord Frequin, Nederlands televisiemaker (overleden 2022)
- 1942 - Ferdi Elsas, Nederlands ontvoerder en moordenaar van Gerrit Jan Heijn (overleden 2009)
- 1943 - Roger Waters, Brits basgitarist en zanger (Pink Floyd)
- 1943 - Wil Schuurman, Nederlands politicus
- 1944 - Christian Boltanski, Frans beeldend kunstenaar, fotograaf en filmmaker (overleden 2021)
- 1944 - Wolfgang Steinmayr, Oostenrijks wielrenner
- 1946 - Bennie Jolink, Nederlands zanger (Normaal)
- 1947 - Sylvester, Amerikaans disco- en soulzanger en songwriter (overleden 1988)
- 1950 - Béatrice Longuenesse, Frans filosoof
- 1952 - Vladimir Kazatsjonok, Sovjet-Russisch voetballer en trainer (overleden 2017)
- 1952 - Yvonne Keeley, Nederlands zangeres
- 1953 - Gianbattista Baronchelli, Italiaans wielrenner
- 1953 - Patti Yasutake, Japans-Amerikaans actrice (overleden 2024)
- 1955 - Paul Cliteur, Nederlands rechtsgeleerde, filosoof, columnist en publicist
- 1956 - Stanley Raghoebarsing, Surinaams politicus
- 1956 - Bill Ritter, Amerikaans politicus
- 1957 - Ron Berteling, Nederlands ijshockeyer
- 1957 - Michaëlle Jean, Haïtiaans-Canadees journaliste en bestuurder; o.a. gouverneur-generaal van Canada 2005-2010
- 1958 - Piero Stanco, Nederlands kinderboekenschrijver en uitgever
- 1958 - Guy Tondeur, Belgisch atleet
- 1960 - Norbert Joos, Zwitsers alpinist (overleden 2016)
- 1960 - Tom Middendorp, Nederlands militair
- 1961 - Jessica Durlacher, Nederlands schrijfster
- 1961 - Akira Kuroiwa, Japans schaatser
- 1961 - Sandy (Anita Weijers), Nederlands zangeres
- 1962 - Jennifer Egan, Amerikaans auteur
- 1962 - Kevin Willis, Amerikaans basketballer
- 1963 - József Kiprich, Hongaars voetballer
- 1963 - Erica Renkema, Nederlands mediapersoonlijkheid
- 1963 - Geert Wilders, Nederlands politicus
- 1965 - Wynand Havenga, Zuid-Afrikaans darter
- 1966 - Moon Baker (= Monique Bakker), Nederlands zangeres
- 1966 - Edsard Schlingemann, Nederlands zwemmer (overleden 1990)
- 1966 - James Whitham, Brits motorcoureur
- 1967 - Macy Gray, Amerikaans zangeres, liedjeschrijfster en actrice
- 1967 - Igor Potapovich, Sovjet-Russisch/Kazachs atleet
- 1967 - Igor Štimac, Kroatisch voetballer en voetbalcoach
- 1968 - Bruno Risi, Zwitsers baanwielrenner
- 1969 - Benjamin Finegold, Amerikaans schaker
- 1969 - Simon Harrison, Brits autocoureur
- 1969 - Michellie Jones, Australisch triatlete
- 1971 - Dolores O'Riordan, Iers zangeres van (The Cranberries) (overleden 2018)
- 1972 - Idris Elba, Brits acteur
- 1972 - Mait Malmsten, Estisch acteur
- 1972 - China Miéville, Brits schrijver
- 1972 - Ricardo Salazar, Amerikaans voetbalscheidsrechter
- 1972 - Adriaan Van den Hoof, Belgisch acteur
- 1972 - Dinand Woesthoff, Nederlands zanger (van Kane)
- 1973 - Greg Rusedski, Brits tennisspeler
- 1974 - Tim Henman, Brits tennisser
- 1974 - Silvia Kruijer, Nederlands atlete
- 1975 - Gala Rizzatto, Italiaans zangeres
- 1975 - Ryoko Tani, Japans judoka
- 1975 - Kurt Vandoorne, Belgisch voetballer
- 1976 - Robin Atkin Downes, Brits (stem)acteur
- 1976 - Tom Pappas, Amerikaans atleet
- 1976 - Francisco Sánchez, Venezolaans zwemmer
- 1978 - Süreyya Ayhan, Turks atlete
- 1978 - Foxy Brown, Amerikaans rapper
- 1978 - Peter van Huffel, Canadees jazzmusicus
- 1978 - Homare Sawa, Japans voetbalster
- 1979 - Raphael Claus, Braziliaans voetbalscheidsrechter
- 1979 - Maksim Maksimov, Russisch biatleet
- 1980 - Nailja Joelamanova, Russisch atlete
- 1980 - Kerry Katona, Brits televisiepresentatrice, schrijfster en zangeres
- 1980 - Joseph Yobo, Nigeriaans voetballer
- 1981 - Søren Larsen, Deens voetballer
- 1982 - Rakia Al-Gassra, Bahreins atlete
- 1982 - Virginie Faivre, Zwitsers freestyleskiester
- 1982 - Monique van der Werff, Nederlands actrice
- 1983 - Selma Borst, Nederlands atlete
- 1983 - Steve Chainel, Frans veldrijder en wegwielrenner
- 1983 - Vít Jedlička, Tsjechisch politicus en stichter van Liberland
- 1983 - Youssef el Rhalfioui, Nederlands atleet
- 1984 - Luc Abalo, Frans handballer
- 1984 - David Alegre, Spaans hockeyer
- 1984 - Jaroslav Babušiak, Slowaaks alpineskiër
- 1984 - Fabio Caracciolo, Belgisch-Italiaans voetballer
- 1984 - Thomas Dekker, Nederlands wielrenner
- 1984 - Andraž Kirm, Sloveens voetballer
- 1985 - James Ellington, Brits atleet
- 1985 - Tom Ransley, Brits roeier
- 1985 - Anastasia Taranova-Potapova, Russisch atlete
- 1985 - Christine Teunissen, Nederlands politica
- 1985 - Alberto Valerio, Braziliaans autocoureur
- 1986 - Martin Jakš, Tsjechisch langlaufer
- 1986 - Edouard Mondron, Belgisch autocoureur
- 1986 - Thomas Lüthi, Zwitsers motorcoureur
- 1986 - Kalani Queypo, Amerikaans acteur
- 1986 - Saskia Weerstand, Nederlands radio-dj en programmamaakster
- 1988 - Arnaud Bovolenta, Frans freestyleskiër
- 1988 - Sjoerd Overgoor, Nederlands voetballer
- 1989 - Tim Hofstede, Nederlands voetballer
- 1989 - Marvin Westerduin, Nederlands voetballer
- 1990 - Maximilian Beister, Duits voetballer
- 1990 - Finn Hågen Krogh, Noors langlaufer
- 1990 - Marco Sørensen, Deens autocoureur
- 1991 - Mohan Khan, Bengalees atleet
- 1991 - Zach Stone, Canadees snowboarder
- 1991 - Jacques Zoua, Kameroens voetballer
- 1992 - Akwasi Asante, Nederlands-Ghanees voetballer
- 1992 - Thomas van Ophem, Nederlands atleet
- 1992 - Tom Pietermaat, Belgisch voetballer
- 1993 - Saman Ghoddos, Iraans-Zweeds voetballer
- 1993 - Robert Klaasen, Nederlands voetballer
- 1994 - Lucas Wolf, Duits autocoureur
- 1995 - Matúš Bero, Slowaaks voetballer
- 1995 - Machel Cedenio, atleet uit Trinidad en Tobago
- 1995 - Raphael Framberger, Duits voetballer
- 1995 - Natalja Neprjajeva, Russisch langlaufster
- 1995 - Bertrand Traoré, Burkinees voetballer
- 1995 - Lotte Lie, Noors-Belgisch biatleet
- 1997 - Mallory Comerford, Amerikaans zwemster
- 1998 - Kiernan Dewsbury-Hall, Engels voetballer
- 1998 - Michele Perniola, Italiaans zanger
- 1999 - Nicholas Alexander Chavez, Amerikaans acteur
- 2000 - Richard Ledezma, Amerikaans-Mexicaans voetballer
- 2000 - Alex Méndez, Amerikaans voetballer
- 2001 - Nova Marring, Nederlands volleybalster
- 2002 - Britt van den Dobbelsteen, Nederlands waterpolospeelster
- 2004 - Melween N'Dongala, Frans voetbalster
- 2005 - Mara Alber, Duits voetbalster
- 2005 - Laurens van Hoepen, Nederlands autocoureur
- 2006 - Hisahito van Japan, Japans prins

## Overleden

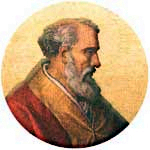
Paus Johannes XIII,
overleden in 972

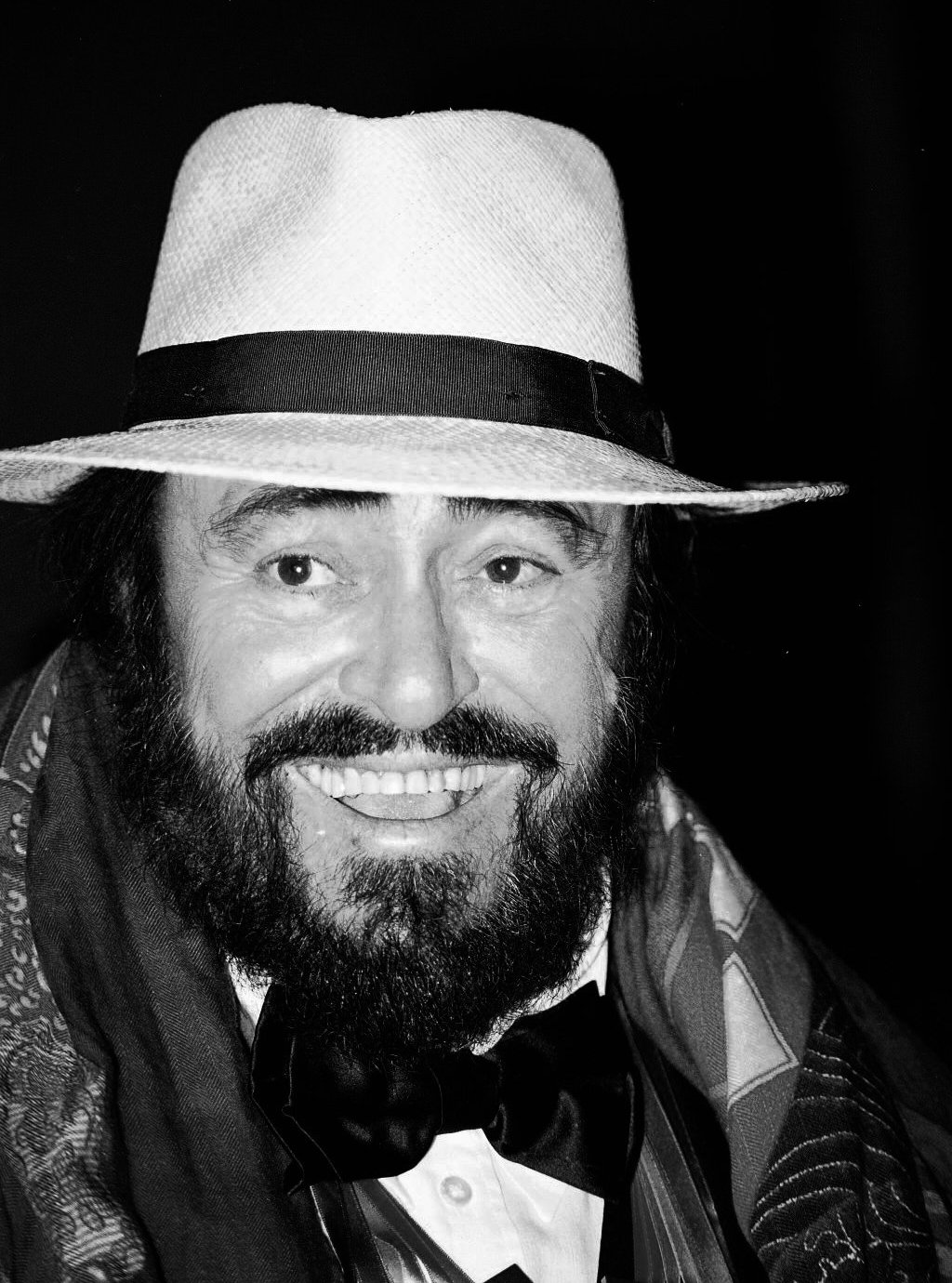
Luciano Pavarotti,
overleden in 2007

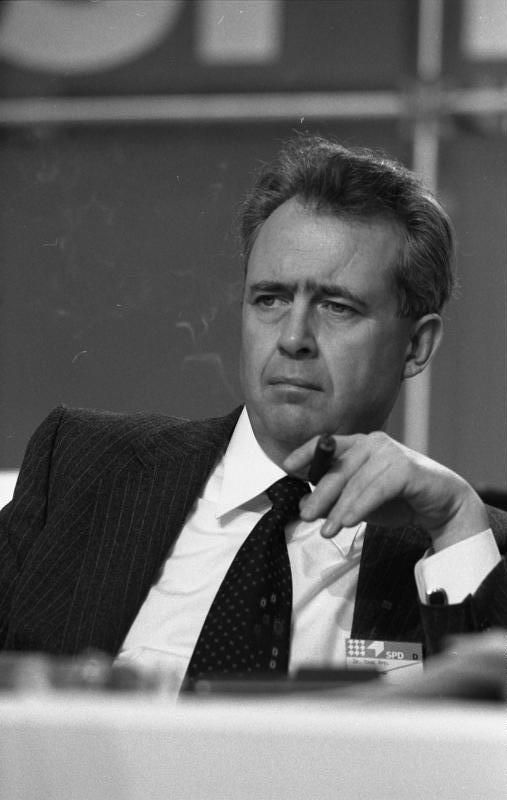
Hans Apel,
overleden in 2011

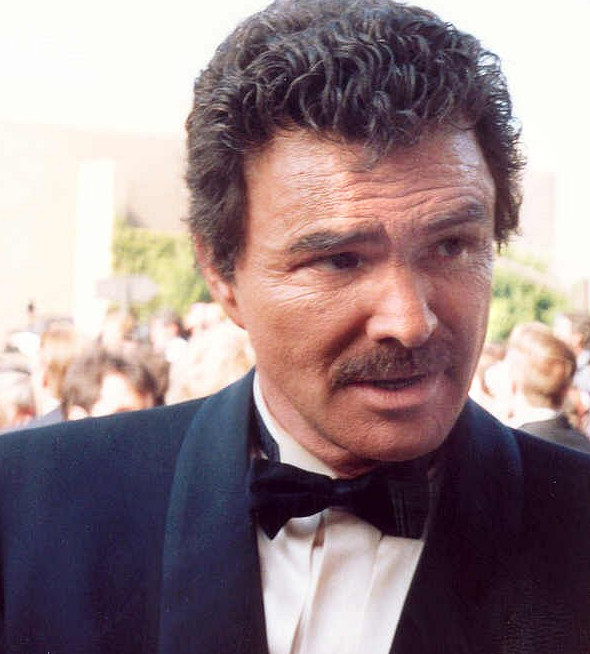
Burt Reynolds,
overleden in 2018

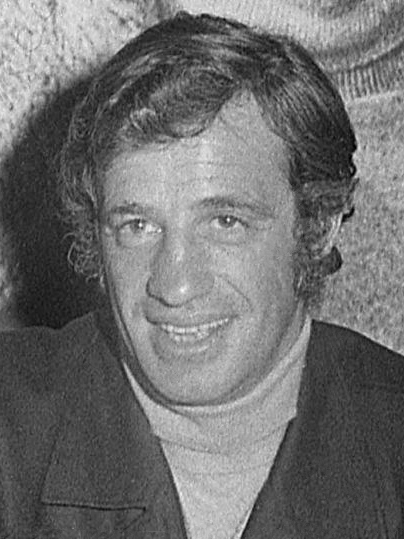
Jean-Paul Belmondo
overleden in 2021

- 394 - Eugenius (?), Romeins keizer
- 670 - Theodardus (?), Frankisch bisschop
- 957 - Liudolf van Zwaben (?), Zwabisch hertog
- 972 - Paus Johannes XIII (?), paus van 965 tot 972
- 1032 - Rudolf III van Bourgondië (?), koning van Bourgondië
- 1092 - Koenraad I van Bohemen (?), koning van Bohemen
- 1459 - Catharina van Nassau-Beilstein (?), regentes van Hanau-Münzenberg
- 1475 - Adolf II van Nassau-Wiesbaden-Idstein (~52), Duits aartsbisschop
- 1511 - Ashikaga Yoshizumi (30), Japans shogun
- 1559 - Benvenuto Tisi (~78), Italiaans kunstschilder
- 1683 - Jean-Baptiste Colbert (64), Frans politicus
- 1902 - Frederick Augustus Abel (75), Brits scheikundige
- 1914 - Carel Hendrik Theodoor Bussemaker (50), Nederlands geschiedkundige
- 1927 - Alfred von Montenuovo (72), Oostenrijks-Hongaars hoffunctionaris
- 1941 - Martinus Casimir Addicks (53), Nederlands verzetsstrijder
- 1945 - Lizzy van Dorp (73), Nederlands econoom, feminist, jurist en politicus
- 1946 - Lucina Hagman (93), Fins schrijfster en feministe
- 1947 - Alejandro Melchor sr. (47), Filipijns civiel ingenieur, militair en kabinetslid
- 1948 - Gerrit Hendrik Kersten (66), Nederlands politicus, theoloog en predikant
- 1962 - Hanns Eisler (64), Duits-Oostenrijks componist
- 1966 - Hendrik Verwoerd (64), Zuid-Afrikaans premier
- 1968 - Leo Sexton (59), Amerikaans atleet
- 1969 - Arthur Friedenreich (77), Braziliaans voetballer
- 1971 - Elizabeth Hawes (67), Amerikaans modeontwerper
- 1975 - Rien van Nunen (62), Nederlands acteur
- 1975 - Adolf Werner (88), Duits voetballer
- 1977 - Paul Burkhard (65), Zwitsers componist
- 1985 - Léon Orthel (79), Nederlands componist
- 1988 - Stefan Themerson (78), Pools-Brits dichter, schrijver, filmmaker, componist en filosoof
- 1990 - Tom Fogerty (48), Amerikaans gitarist
- 1993 - Bjarne Liller Pedersen (57), Deens zanger, songwriter en acteur
- 1994 - Nicky Hopkins (50), Engels toetsenist
- 1998 - Akira Kurosawa (88), Japans filmregisseur, producer en scenarioschrijver
- 2000 - Kees van Aelst (83), Nederlands waterpoloër
- 2007 - Luciano Pavarotti (71), Italiaans operazanger
- 2008 - Anita Page (98), Amerikaans actrice
- 2008 - Jan Potharst (90), Nederlands voetballer en sportbestuurder
- 2009 - Sim (83), Frans acteur
- 2010 - Marius Soetendal (88), Nederlands politicus en burgemeester
- 2011 - Hans Apel (79), Duits politicus
- 2011 - Michael Hart (64), Amerikaans oprichter van Project Gutenberg
- 2011 - Felix van Oostenrijk (95), Oostenrijks aartshertog en zakenman
- 2012 - Leszek Drogosz (79), Pools bokser en acteur
- 2012 - Jake Eberts (71), Canadees filmproducer
- 2012 - Willem Ennes (65), Nederlands toetsenist en muziekproducent
- 2012 - Annie Veldhuijzen (87), Nederlands zwemster
- 2013 - Richard Coenegrachts (91), Belgisch politicus en burgemeester
- 2013 - Ann C. Crispin (63), Amerikaans schrijfster
- 2014 - Okkie Huijsdens (66), Nederlands musicus, producer en componist
- 2014 - Kira Zvorykina (94), Oekraïens-Russisch schaakster
- 2015 - Martin Milner (83), Amerikaans acteur
- 2016 - Cees van Berckel (84), Nederlands burgemeester
- 2017 - Derek Bourgeois (75), Brits componist, muziekpedagoog en dirigent
- 2017 - Carlo Caffarra (79), Italiaans kardinaal
- 2017 - Hans Driessen (64), Nederlands vertaler
- 2017 - Rients Gratama (85), Nederlands cabaretier
- 2017 - Frits Kalshoven (93), Nederlands marineofficier en rechtsgeleerde
- 2017 - Kate Millett (82), Amerikaans schrijfster en feministe
- 2017 - Lotfi Zadeh (96), Amerikaans wiskundige en systeemdenker
- 2018 - Edouard Aidans (88), Belgisch striptekenaar
- 2018 - Will Jordan (91), Amerikaans komiek en acteur
- 2018 - Burt Reynolds (82), Amerikaans acteur
- 2018 - Claudio Scimone (83), Italiaans dirigent
- 2019 - Robert Mugabe (95), Zimbabwaans politiek leider
- 2020 - Achmat Dangor (71), Zuid-Afrikaans dichter, toneel- en romanschrijver
- 2020 - Vaughan Jones (67), Nieuw-Zeelands wiskundige
- 2020 - Mike Sexton (72), Amerikaans pokerspeler en commentator
- 2021 - Jean-Pierre Adams (73), Frans voetballer
- 2021 - Jean-Paul Belmondo (88), Frans acteur
- 2021 - Cock van der Elst (93), Nederlands langebaanschaatser
- 2021 - Michael Kenneth Williams (54), Amerikaans danser, acteur en filmproducent
- 2021 - Bote Wilpstra (75), Nederlands wetenschapper, bestuurder en politicus[10]
- 2022 - Marsha Hunt (104), Amerikaans actrice
- 2022 - Edo Spier (96), Nederlands politicus, architect en ontwerper
- 2023 - Adnan Al-Kaissie (84), Iraaks professioneel worstelaar en manager
- 2023 - Richard Davis (93), Amerikaans jazzcontrabassist
- 2024 - Paul Goldsmith (98), Amerikaans autocoureur
- 2024 - Will Jennings (80), Amerikaans songwriter
- 2024 - Elly Meijer (88), Nederlands kunstenares
- 2024 - Pim de la Parra (84), Surinaams-Nederlands filmregisseur
- 2024 - Johnny Thunder (Gil Hamilton) (93), Amerikaans zanger
- 2024 - Alan Rees (86), Brits autocoureur

## Viering/herdenking
- Bijzondere gemeente Bonaire - Bonairedag: Dag van de Vlag en het Volkslied
- Rooms-katholieke kalender:
  - Heilige Magnus (van Füssen) († 666)
  - Heilige Zacharia († 6e eeuw v.Chr.)
  - Heilige Beata, Augustinus en Sanctianus (van Sens) († 273)
  - Heilige Gundolf(us) (van Metz) († 822/3)
  - Heilige Onesiforus en Porfyrius († ca. 81)
  - Heilige Eva van Dreux († 3e eeuw)
  - Zalige Bertrand van Garrigues († 1230)

## Weerextremen

### Nederland
| | Officiële records | Officiële records | Officiële records |      | Landelijke records | Landelijke records | Landelijke records |
| Gebeurtenis | Jaar              | Extreem           | Locatie           | Jaar | Extreem            | Locatie            | |
| --- | ----------------- | ----------------- | ----------------- | ---- | ------------------ | ------------------ | --- |
| Laagste etmaalgemiddelde temperatuur (°C) | 1965              | 9,9               | De Bilt           |      | 1912 1984          | 9,2                | Maastricht Twenthe |
| Hoogste etmaalgemiddelde temperatuur (°C) | 2023              | 21,7              | De Bilt           |      | 2023               | 23,6               | Lauwersoog |
| Laagste minimumtemperatuur (°C) | 1993              | 3,8               | De Bilt           |      | 1984, 1993         | 2,1                | Twenthe |
| Hoogste minimumtemperatuur (°C) | 2006              | 16,6              | De Bilt           |      | 2023               | 20,4               | Vlissingen |
| Laagste maximumtemperatuur (°C) | 1965              | 14,4              | De Bilt           |      | 1912               | 11,6               | Maastricht |
| Hoogste maximumtemperatuur (°C) | 2023              | 29,6              | De Bilt           |      | 2013               | 31,8               | Hupsel, Twenthe |
| Hoogste uurgemiddelde windsnelheid (m/s) | 1950              | 11,3              | De Bilt           |      | 1987               | 20,1               | IJmuiden |
| Hoogste windstoot (m/s) | 2011, 2022        | 18,0              | De Bilt           |      | 2011               | 30,0               | IJmuiden |
| Langste zonneschijnduur (uur) | 2023              | 12,2              | De Bilt           |      | 2004 2010 2023 0   | 12,4 0             | Arcen Eelde Arcen, Berkhout, Deelen, Eelde, Ell, Heino, Hoogeveen, Lauwersoog, Leeuwarden, Nieuw Beerta, Twenthe, Volkel |
| Langste neerslagduur (uur) | 2011              | 13,0              | De Bilt           |      | 2011               | 13,0               | De Bilt |
| Hoogste etmaalsom van de neerslag (mm) | 1964              | 32,1              | De Bilt           |      | 2011               | 47,3               | Hoek van Holland |
| Laagste etmaalgemiddelde relatieve vochtigheid (%) | 1933              | 50                | De Bilt           |      | 1933               | 44                 | Maastricht |
| Laagste uurwaarde luchtdruk op zeeniveau (hPa) | 1962              | 995,8             | De Bilt           |      | 1962               | 992,1              | De Kooy |
| Hoogste uurwaarde luchtdruk op zeeniveau (hPa) | 1953              | 1035,3            | De Bilt           |      | 1953               | 1036,8             | Leeuwarden |
| Officiële records worden altijd gemeten op het KNMI-weerstation in De Bilt. Landelijke records kunnen worden gemeten op elk officieel KNMI-weerstation in Nederland. |                   |                   |                   |      |                    |                    | |

Uitzonderlijke gebeurtenissen
- 1904 - Laatste officiële warme dag van het jaar (maximumtemperatuur ≥ 20 °C in De Bilt)
- 1904 - Laatste landelijke warme dag van het jaar gemeten in De Bilt (maximumtemperatuur ≥ 20 °C op een officieel weerstation)
- 2013 - Laatste officiële zomerse dag van het jaar (maximumtemperatuur ≥ 25 °C in De Bilt)
- 2022 - Laatste officiële zomerse dag van het jaar (maximumtemperatuur ≥ 25 °C in De Bilt)
- 2022 - Laatste landelijke tropische dag van het jaar gemeten in Arcen en Hupsel (maximumtemperatuur ≥ 30 °C op een officieel weerstation)

### België
Dagrecords
- 1925 - Laagste etmaalgemiddelde temperatuur 10,8 °C
- 1899, 2023 - Hoogste etmaalgemiddelde temperatuur 23,1 °C[13]
- 1952 - Laagste minimumtemperatuur 5,2 °C
- 2023 - Hoogste maximumtemperatuur 30,1 °C[13]
- 1899 - Hoogste etmaalsom van de neerslag 32,1 mm

Uitzonderlijke gebeurtenissen
- 1931 - Maximumtemperatuur onder 8,3 °C op de Baraque Michel (Jalhay).

<< · 1 · 2 · 3 · 4 · 5 · 6 · 7 · 8 · 9 · 10 · 11 · 12 · 13 · 14 · 15 · 16 · 17 · 18 · 19 · 20 · 21 · 22 · 23 · 24 · 25 · 26 · 27 · 28 · 29 · 30 · >>